# Дискография The Doors
В статье представлена дискография американской рок-группы The Doors.

## Студийные альбомы
1. The Doors (январь 1967)
2. Strange Days (октябрь 1967)
3. Waiting for the Sun (июль 1968)
4. The Soft Parade (июль 1969)
5. Morrison Hotel (февраль 1970)
6. L.A. Woman (апрель 1971)
7. Other Voices (октябрь 1971) — без Джима Моррисона
8. Full Circle (июль 1972) — без Джима Моррисона
9. An American Prayer (ноябрь 1978) положенные на музыку записи голоса Джима Моррисона

## Концерты и концертные сборники
1. Absolutely Live (июль 1970)
2. Alive, She Cried (ноябрь 1983)
3. Live at the Hollywood Bowl (июль 1987)
4. In Concert (июль 1991)
5. The Bright Midnight Sampler[англ.] (2000) [1][2]
6. Live in Detroit (июнь 2001)
7. Bright Midnight: Live in America[англ.] (февраль 2002)[3][4]
8. Live in Hollywood (май 2002)
9. Live at the Matrix 1967[англ.] (2008)
10. Live at The Bowl ’68 (2012)

## Официальные сборники хитов, антологии
1. 13 (ноябрь 1970)
2. Weird Scenes Inside the Gold Mine (январь 1972)
3. The Best of the Doors (ноябрь 1985)
4. The Doors Box Set (октябрь 1998)
  1. Without a Safety Net — концертные, демонстрационные и редкие записи
  2. Live in New York
  3. The Future ain’t What It Used to Be — концертные, демонстрационные и редкие записи
  4. Band Favorites — сборник хитов, выбранных членами группы
5. The Complete Studio Recordings (1999)
  1. The Doors
  2. Strange Days
  3. Waiting for the Sun
  4. The Soft Parade
  5. Morrison Hotel
  6. L.A.Woman
  7. Essential Rarities
6. The Very Best of The Doors (2001 album)[англ.] (2001) [5][6][7]
7. Legacy: The Absolute Best (август 2003)
8. Perception (2006)
  1. The Doors (CD + DVD)
  2. Strange Days (CD + DVD)
  3. Waiting for the Sun (CD + DVD)
  4. The Soft Parade (CD + DVD)
  5. Morrison Hotel (CD + DVD)
  6. L.A.Woman (CD + DVD)

## Бутлеги
- Live at Isle of Wight Festival (England), 29.08.1970
- Boot Yer Butt, 4CD (2003, Bright Midnight Records) — «официальный» бутлег, собранный Робби Кригером из разных концертных записей.

## Саундтреки
- The Doors – Music from the Original Motion Picture (май 1991)
- When You're Strange: Music from the Motion Picture (апрель 2010)

## Синглы
| январь 1967   | «Break On Through (To the Other Side)» / «End Of The Night» Elektra 45611 | 106 | ? |
| апрель 1967   | «Light My Fire» / «The Crystal Ship» Elektra 45615                        | 1   | ? |
| май 1967      | «Alabama Song» / «Take It As It Comes» UK                                 | -   | ? |
| сентябрь 1967 | «People Are Strange» / «Unhappy Girl» Elektra 45621                       | 12  | ? |
| ноябрь 1967   | «Love Me Two Times» / «Moonlight Drive» Elektra 45624                     | 25  | ? |
| март 1968     | «The Unknown Soldier» / «We Could Be So Good Together» Elektra 45628      | 39  | ? |
| июнь 1968     | «Hello, I Love You» / «Love Street» Elektra 45635                         | 1   | ? |
| декабрь 1968  | «Touch Me» / «Wild Child» Elektra 45646                                   | 3   | ? |
| февраль 1969  | «Wishful Sinful» / «Who Scared You» Elektra 45656                         | 44  | ? |
| май 1969      | «Tell All The People» / «Easy Ride» Elektra 45663                         | 57  | ? |
| август 1969   | «Runnin’ Blue» / «Do It» Elektra 45675                                    | 64  | ? |
| март 1970     | «You Make Me Real» / «Roadhouse Blues» Elektra 45685                      | 50  | ? |
| апрель 1970   | «You Make Me Real» / «The Spy» UK                                         | -   | ? |
| июнь 1970     | «Roudhouse Blues» / «Blue Sunday» UK                                      | -   | ? |
| март 1971     | «Love Her Madly» / «(You Need Meat) Don’t Go No Further» Elektra 45726    | 7   | ? |
| июнь 1971     | «Riders On The Storm» / «Changeling» Elektra 45738                        | 14  | ? |
| ноябрь 1971   | «Tightrope Ride» / «Variety Is The Spice Of Life» US                      | 71  | - |
| май 1972      | «Ships W/Sails» / «In The Eye Of The Sun» UK                              | -   | ? |
| август 1972   | «The Mosquito» / «It Slipped My Mind» US                                  | 85  | - |
| август 1972   | «Get Up And Dance» / «Tree Trunks» UK                                     | -   | ? |
| январь 1979   | «Roadhouse Blues» (live) / «Albinoni Adagio» US                           | ?   | - |
| февраль 1979  | «Roadhouse Blues» (live) / «Ghost Song» UK                                | -   | ? |
| ноябрь 1983   | «Gloria» (live) / «Love Me two Times» (live)                              | 18  | ? |

## Переиздания синглов
| апрель 1971   | «Light My Fire» / «Love Me Two Times» US     | ?  | - |
| апрель 1971   | «Touch Me» / «Hello, I Love You» US          | ?  | - |
| сентябрь 1972 | «Riders On The Storm» / «Love Her Madly» US  | ?  | - |
| март 1976     | «Riders On The Storm» / «L.A. Woman» UK      | 33 | ? |
| июнь 1976     | «Hello, I Love You» / «Love Me Two Times» UK | -  | ? |
| август 1980   | «Light My Fire» / «The Unknown Soldier» UK   | ?  | - |